# Museo dei misteri
Il museo dei misteri di Campobasso è un museo italiano gestito dall'Associazione misteri e tradizioni. È situato nel centro della città ed espone le strutture e i costumi che caratterizzano la manifestazione folcloristica più rappresentativa della città nonché una delle più seguite della regione Molise, il festival dei Misteri, che si svolge la domenica del Corpus Domini.

## Festival dei misteri
Il festival è la celebrazione campobassana del Corpus Domini, la festa più nota e amata del capoluogo, che si svolge dal 1768. È seguita da migliaia di turisti di provenienza regionale, nazionale e anche dall'estero.
La parte centrale che rende questa manifestazione unica è la sfilata mattiniera dei cosiddetti "misteri": vere e proprie strutture portanti create dal noto scultore Paolo Saverio Di Zinno. Tali strutture sono modellate, grazie alla flessibilissima e resistentissima lega realizzata dallo stesso Di Zinno, in modo che possano reggere il peso dei figuranti, cittadini che ogni anno volontariamente si rendono disponibili per la sfilata, da bambini ad anziani. Ogni struttura rappresenta e celebra un "mistero" della Bibbia o un santo. In tutto sono 13 e ognuno di essi è portato a spalla da altri volontari. Il peso degli ingegni varia dai 340 chili, che è quello di San Rocco, il più leggero, fino ad arrivare ai 644 chili di peso per l'ingegno raffigurante San Nicola.

## Il museo
Nella struttura vi sono due sale espositive e una sala proiezioni.
La sala all'ingresso accoglie alcuni costumi d'epoca e antiche testimonianze fotografiche delle passate manifestazioni nonché i cataloghi dei personaggi più conosciuti che hanno animato la sfilata negli ultimi 40 anni; la sala principale custodisce le 13 strutture protagoniste della sfilata; la sala proiezioni mette a disposizione testimonianze video delle manifestazioni girate nel 1929, 1948, 1952, 1958, 1999 e 2006 senza limitarsi solamente alla sfilata, ma mostrando anche quelli che sono i backstage del Festival, e mostrando anche come si sia evoluta tale rappresentazione nel corso degli anni, tuttavia lasciando l'atmosfera che la circonda totalmente invariata.